# 汤云为
汤云为（1944年11月—），上海人，会计学家。

## 生平
1967年本科毕业于上海财经大学会计系，后留校任教。1987年上海财经大学博士毕业，博士导师为娄尔行教授。1993年11月至1998年12月任上海财经大学校长。